# Jim Chuchu
Jim Chuchu (nascut el 7 d'agost de 1982) és un director de cinema, fotògraf, cantautor i artista visual kenyà. Va cridar l'atenció per primera vegada com a membre del grup de música de Kenya Just A Band i director de la pel·lícula kenyana LGBT Stories of Our Lives.

## Carrera
Després de deixar la universitat el 2006, on va estudiar telecomunicacions, Chuchu va començar la seva carrera com a dissenyador gràfic, treballant en publicitat. Va deixar la seva feina per convertir-se en dissenyador gràfic autònom a finals de 2006.

### 2006-2012: inici de carrera
El 2008, Chuchu va cofundar Just A Band juntament amb els seus companys Bill "Blinky" Sellanga i Dan Muli, a qui havia conegut mentre estudiava a la Kenyatta University. Jim va realitzar múltiples tasques a la banda, inclosa la coproducció dels tres primers àlbums d'estudi de la banda, Scratch to Reveal,  82 i Sorry for the Delay, creant art gràfic per a la banda i dirigint molts dels vídeos de la banda - inclosa "Ha-He" que va generar l'èxit viral Makmende, fent que el vídeo sigui descrit posteriorment com el primer meme viral d'Internet de Kenya per part de Wall Street. Journal, CNN i Fast Company.
El 2012 Chuchu va co-fundar The Nest Collective, un espai i col·lectiu d'art multidisciplinari a Nairobi.
El març de 2013, Chuchu va produir i llançar Imaginary Chains com a acte pseudònim Adeiyu. Un dels senzills de l'EP, Hollow, va aparèixer al Mercedes Benz Mixed Tape 55. Va seguir aquest EP llançant el senzill You Can't Break Her Heart el setembre de 2013.
L'octubre de 2013, Just A Band va anunciar que Chuchu havia deixat la banda per continuar amb els seus projectes en solitari. Després de la seva sortida, Chuchu va dirigir el seu primer curtmetratge Homecoming com a part del projecte African Metropolis, que es va estrenar al Festival Internacional de Cinema de Durban de 2013, després es va presentar al Festival Internacional de Cinema de Toronto de 2013, i al Festival Internacional de Cinema de Rotterdam, Festival Internacional de Cinema de Santa Barbara, al Festival Internacional de Cinema de Locarno i al Festival Internacional de Cinema de Seattle el 2014.
L'abril de 2014, la sèrie de fotografia de Chuchu titulada Pagans es va presentar a l'edició de 2014 de Dak'Art, l'11a Biennal d'Art Contemporani africà, com a part de l'exposició Imatge precària: visibilitat i mitjans de comunicació que envolten l'africà queerness. a Dakar (Senegal). La mostra va ser cancel·lada un dia després de la seva inauguració per les autoritats senegaleses, que van dictaminar que les futures exposicions que tractessin el tema de l'homosexualitat s'haurien de tancar o cancel·lar.

### 2014: Stories of Our Lives
El setembre de 2014, Chuchu va estrenar el seu primer llargmetratge, Stories of Our Lives, una antologia de cinc curtmetratges que dramatitzen històries reals de la vida LGBT a Kenya que va dirigir com a part de The Nest Collective. La pel·lícula es va estrenar al Festival Internacional de Cinema de Toronto de 2014, on originalment va funcionar sense crèdits a causa de les preocupacions del col·lectiu sobre la recepció de la pel·lícula a Kenya, on l'homosexualitat és il·legal. Després de l'estrena, Chuchu i els seus companys de Nest Collective George Gachara i Njoki Ngumi van optar per revelar els seus noms a la projecció i en una entrevista amb el diari LGBT de Toronto Xtra!. La banda sonora de la pel·lícula, per a la qual Chuchu va produir i interpretar quatre cançons, es va publicar a finals de setembre com a descàrrega gratuïta.

### 2014:Pagans
Pagans és una sèrie fotogràfica creada per Chuchu que pretén "[reconstruir] les divinitats africanes anònimes del futur-passat, els seus devots i els ritus religiosos oblidats". Una obra sense títol del 2014 representa "un ésser amb la pell brillant i els músculs esculpits [que] mira cap amunt mentre el foc i les plomes emergeixen del seu rostre." Per crear les peces, Chuchu va fer fotografies en blanc i negre de persones, hi va dibuixar i pintar elements addicionals, després les va escanejar i modificar digitalment.
Diverses fotografies de Pagans es van mostrar a l'exposició "Precarious Imaging: Visibility and Media Surrounding African Queerness" com a part de la 11a Biennal de Dakar. L'exposició va ser una de les primeres del continent africà a centrar-se en l'homosexualitat. L'exposició va ser tancada prematurament pel govern senegalès després que els fonamentalistes musulmans que s'oposen a l'homosexualitat al Senegal van vandalitzar la galeria de l'exposició.

## Filmografia

### Llargmetratges
- 2014: Stories of Our Lives

### Curtmetratges
- 2013: Homecoming
- 2013: Dinka Translation
- 2013: Urban Hunter

### Web series
- 2016: Tuko Macho

## Videografia
- 2013: Just A Band - Matatizo (co-director)
- 2011: Just A Band - Huff and Puff (co-director)
- 2011: Just A Band - Away
- 2010: Just A Band - Ha-He!
- 2009: Just A Band - Usinibore
- 2009: Stan - Wangeci
- 2009: Just A Band - If I Could
- 2009: Just A Band - Highway
- 2008: Just A Band - Hey!
- 2008: Just A Band - Fly
- 2008: Manjeru - Lalalalala
- 2008: Atemi - Speechless
- 2008: Just A Band - Iwinyo Piny
- 2008: Mena - Maisha

## Exposicions col·lectives
Els treballs de fotografia i vídeo de Jim s'han exposat a les següents exposicions col·lectives:
- 2014: "Afropean Mimicry and Mockery", Künstlerhaus Mousonturm, Frankfurt.[28]
- 2014: "Shifting Africa", Mediations Biennale Poznan, Polònia.[29]
- 2014: "Precarious Imaging", Raw Center for Art, Knowledge and Society, Dakar.[30]
- 2014: "Future Reflexions: Five Positions of Contemporary African Art", Glasgow[31][32]
- 2011: "Kudishnyao!" (Just A Band), Rush Arts Gallery (Nova York) i Goethe-Institut Nairobi[33]
- 2010: "Mwangalio Tofauti: Nine Photographers from Kenya", Nairobi Gallery[34][35]
- 2009: "TRNSMSSN:" (Just A Band), Goethe-Institut Nairobi[4]
- 2009: "Amnesia": Nairobi National Museum.
- 2008: "24: Nairobi - Walkers and Workers", Goethe-Institut, Nairobi.

## Discografia

### Àlbums d'estudi
- 2012: Sorry for the Delay
- 2010: 82
- 2008: Scratch To Reveal

### EPs i Singles
- 2014: Stories of Our Lives: Music from and Inspired by the Film (EP)[24]
- 2014 Mayonde - "Isikuti Love" (Single)
- 2014 Jarel - "The Plus Minus Collection" (EP)
- 2013: Adeiyu - "You Can't Break Her Heart" (Single)[12]
- 2013: Various Artists - The NEST Presents: Legacy (Compilation EP)[36]
- 2013: Adeiyu - Imaginary Chains (EP)[12]

### Mixtapes i àlbums de remixes
- 2011: The Just A Band Boxing Day Special
- 2011: Kudish: The Sound of Soup

## Llibres
- Iwalewa: Four Views into Contemporary Africa. Iwalewa Haus, Bayreuth (2013). ISBN 9783000431159.
- Mwangalio Tofauti” – Nine Photographers from Kenya. Contact Zones NRB, Nairobi (2012). ISBN 978-9966-1553-3-7
- 24: Nairobi. Kwani Trust, Nairobi (2010). ISBN 996672950-X.